# Citheronia regalis
Citheronia regalis (Molia regală) este o specie de molie din familia Saturniidae întâlnită în America de Nord. Adulții au o anvergură de 9,5-15,5 cm. Este una dintre cele mai mari molii 